# 比爾什托納斯

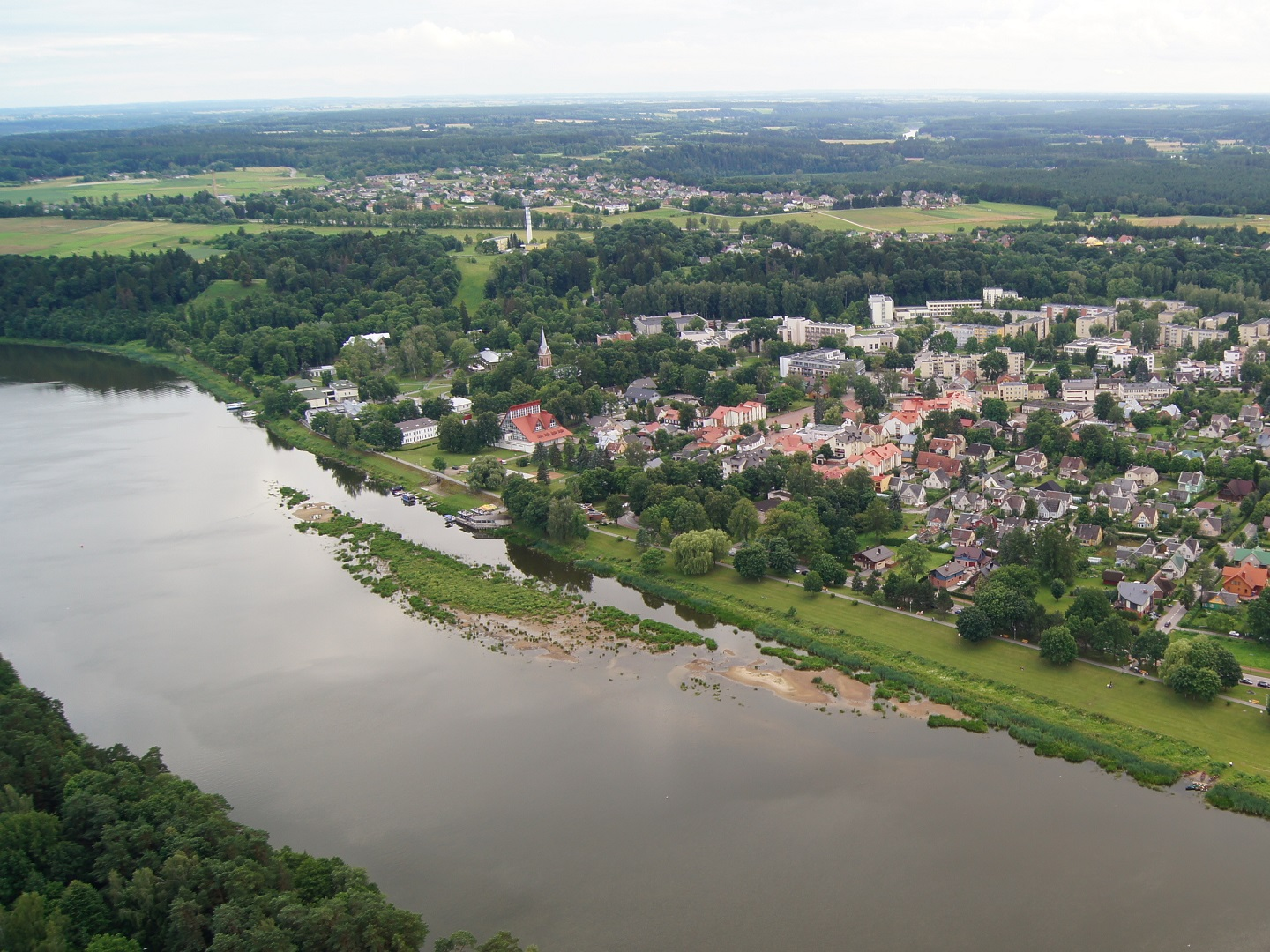
比爾什托納斯鸟瞰图

比爾什托納斯是立陶宛考那斯縣比爾什托納斯市鎮内的城鎮，位於县治考那斯以南30公里的尼曼河右岸，面積13平方公里，2020年人口2,331。

## 友好城市
- 法國 图赖讷地区拉克鲁瓦